# 23014 Волштайн
23014 Волштайн (23014 Walstein) — астероїд головного поясу, відкритий 15 листопада 1999 року.
Тіссеранів параметр щодо Юпітера — 3,404.